# Die Täuschung (2021)
Die Täuschung (Originaltitel Operation Mincemeat) ist ein im Zweiten Weltkrieg spielendes Filmdrama von John Madden, das am 15. April 2022 in die Kinos im Vereinigten Königreich kam und am 26. Mai 2022 in Deutschland startete. Der Film über ein Täuschungsmanöver der Briten im Zweiten Weltkrieg basiert auf dem gleichnamigen Buch von Ben Macintyre.

## Handlung
Im Jahr 1943, als die Alliierten einen gemeinsamen Großangriff planen und sich die britischen Streitkräfte auf die Invasion Siziliens vorbereiteten, versuchen die beiden Geheimdienstoffiziere Ewen Montagu und Charles Cholmondeley die Deutschen mit Desinformationen zu täuschen, um sie so von dem geplanten Angriff abzulenken. Sie wollen vor der Küste Spaniens eine Leiche mit gefälschten Plänen drapieren, um sie so auf eine falsche Fährte zu lenken. Der Geheimdienstdirektor Admiral John Godfrey steht dem gesamten Unterfangen jedoch anfänglich skeptisch gegenüber.

## Historischer Hintergrund
Die Operation Mincemeat war ein sehr erfolgreiches Täuschungsmanöver der Briten im Zweiten Weltkrieg, wodurch sich das deutsche Oberkommando (OKW) überzeugen ließ, dass die Alliierten eine Invasion auf dem Peloponnes und auf Sardinien vorbereiteten anstelle von Sizilien, dem eigentlichen Ziel. Flight Lieutenant Charles Cholmondeley hatte die Idee, den Deutschen den Glauben zu vermitteln, sie seien durch Zufall an streng geheime Dokumente gelangt, indem sie einen Toten mit einem Funkgerät über Frankreich abwerfen lassen. Erst wurde der Vorschlag als unpraktisch und nicht durchführbar abgelehnt, wenige Monate später wurde die Idee jedoch in Ermangelung anderer Möglichkeiten wieder aufgegriffen.

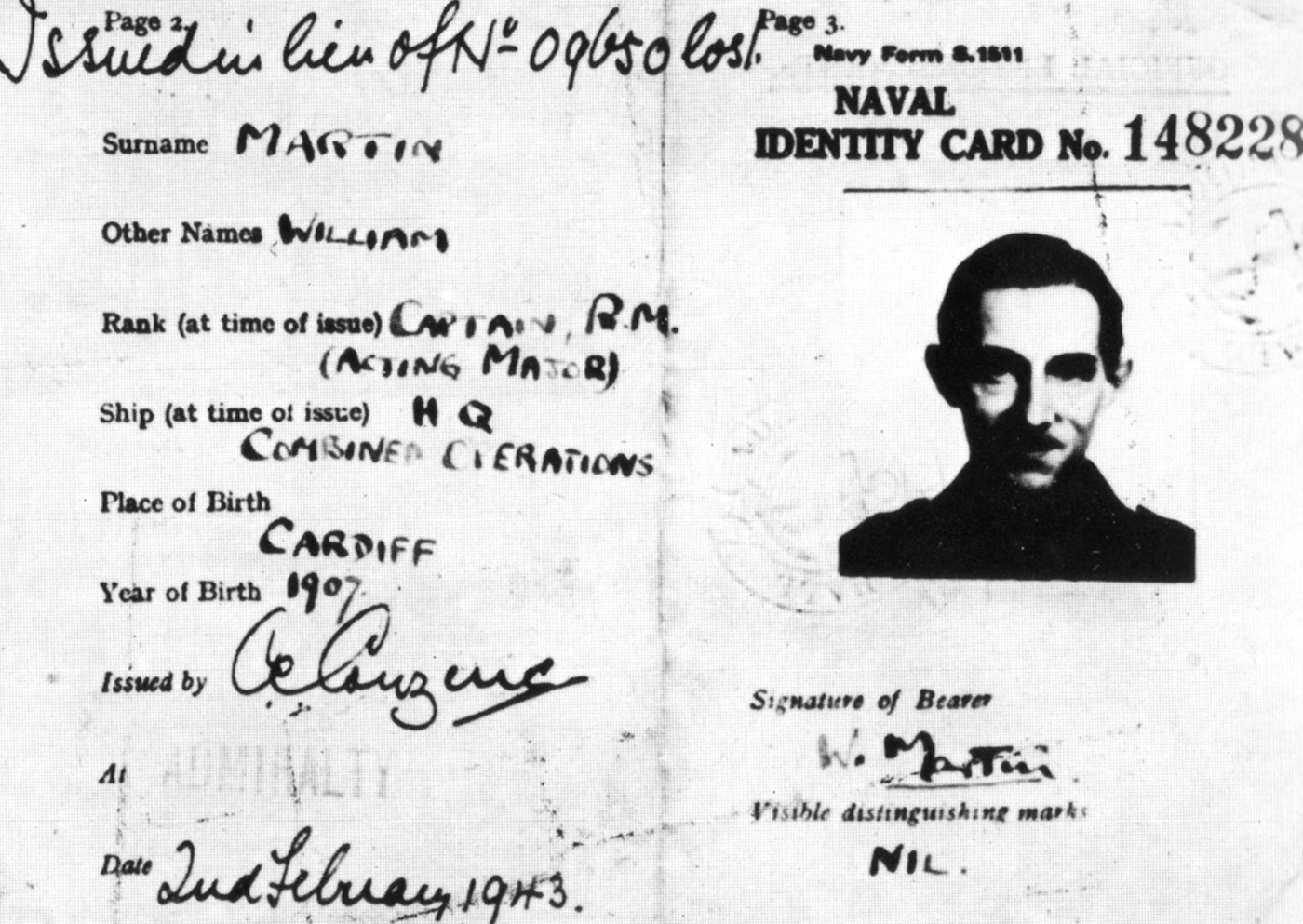
Der auf Major William Martin ausgestellte Ersatzausweis, mit dem der Leichnam ausgestattet wurde

Ewen Montagu, ein Offizier des British Naval Intelligence Department und jüdischer Anwalt, der später ein bekannter Richter wurde, arbeitete den Plan weiter aus und fand mit der Unterstützung eines Pathologen und eines Leichenbeschauers die perfekte Leiche für ihre Operation. Die Leiche von Glyndwr Michael, einem Obdachlosen, der in King’s Cross tot aufgefunden worden war, wurde in die Leichenhalle von Hackney in der Mare Street am Rande des St. John’s Churchyard gebracht. Es handelte sich dabei um einen im Alter von 34 Jahren an einer Lungenentzündung verstorbenen Mann, dessen mit Flüssigkeit gefüllte Lungen ein Bild ergaben, das mit einem Leichnam übereinstimmte, der längere Zeit im Meer getrieben war. Er wurde als der Major William Martin verkleidet und mit gefälschten Dokumenten ausgestattet, die in seiner Kleidung versteckt wurden.
Montagu veröffentlichte seinen Bericht über die Geschehnisse in dem 1953 erschienenen Buch The Man Who Never Was, das drei Jahre später von Ronald Neame auch unter diesem Titel verfilmt wurde. Viele Details mussten in dem Buch jedoch wegen des Official Secrets Act geheim bleiben.

## Produktion

### Vorlage und Filmstab
„Als das charakteristischste Merkmal dieses Spions wäre seine Falschheit zu nennen. Er war ein reines Hirngespinst, eine Waffe in einem Krieg, der weit entfernt war von der traditionellen Schlacht mit Bomben und Kugeln.“

Der Film basiert auf dem Buch Operation Mincemeat von Ben Macintyre, das 2010 bei Bloomsbury veröffentlicht wurde. In seinem vorherigen Buch erzählte Macintyre von den Heldentaten des Kriminellen Eddie Chapman, der während des Zweiten Weltkriegs als Spion tätig war und auch als Zigzag bekannt ist. In Operation Mincemeat beschreibt Macintyre unter anderem die 51 Pläne, mit denen die Deutschen während dieses Krieges getäuscht werden sollten, darunter einen Vorschlag recht weit unten, eine Leiche zu verwenden, die als Flieger verkleidet war und gefälschte Geheimdokumente bei sich trug. In vielerlei Hinsicht sei es eine sehr alte Geschichte gewesen, wie der erste Codename dieser Operation, „Trojanisches Pferd“, andeutet. Macintyres Buch wurde von Michelle Ashford für den Film adaptiert. Regie führte der Brite John Madden.

### Besetzung und Dreharbeiten
Colin Firth spielt in der Hauptrolle Lieutenant Commander Ewen Montagu. Matthew Macfadyen spielt Flight Lieutenant Charles Cholmondeley. Jason Isaacs übernahm die Rolle von Admiral John Godfrey, der dem gesamten Unterfangen anfänglich skeptisch gegenübersteht. Penelope Wilton spielt die altgediente Sekretärin Hester Leggett, die für das Projekt arbeitet. Unterstützt werden sie auch von der MI5-Angestellten Jean Leslie, gespielt von Kelly Macdonald. Johnny Flynn verkörpert Godfreys Assistenten, ein Lieutenant Commander namens Ian Fleming, der am Rande des Geschehens auf seiner Schreibmaschine tippt und Ideen für seine zukünftigen Romane sammelt. Der im April 2021 verstorbene Schauspieler Paul Ritter ist in seiner letzten Rolle zu sehen und spielt Sir Bentley Purchase. Der deutsche Schauspieler Alexander Beyer spielt den deutschen Spion Karl Kuhlenthal.
Die Dreharbeiten fanden zwischen Dezember 2019 und März 2020 statt. Gedreht wurde in London, in den Saunton Sands in Devon und zuletzt in Malaga. Als Kameramann fungierte der Däne Sebastian Blenkov, der mit Madden bereits für den Film Die Erfindung der Wahrheit zusammenarbeitete.

### Filmmusik und Veröffentlichung
Thomas Newman, mit dem Madden zuletzt für Best Exotic Marigold Hotel und dessen Fortsetzung zusammenarbeitete, komponierte die Filmmusik. Das Soundtrack-Album mit insgesamt 29 Musikstücken wurde Mitte April 2022 von Lakeshore Records als CD veröffentlicht.
Ende März 2022 wurde der Film beim Filmfestival Málaga gezeigt. Am 15. April 2022 war der Kinostart im Vereinigten Königreich. Am 11. Mai 2022 wurde der Film in den USA in das Programm von Netflix aufgenommen. Der Kinostart in der Deutschschweiz und in Deutschland erfolgte am 26. Mai 2022. Die Premiere sollte bereits Ende November 2021 beim australischen British Film Festival erfolgen.

## Rezeption

### Kritiken
Derzeit sind 83 Prozent der bei Rotten Tomatoes aufgeführten Kritiken positiv. Bei Metacritic erhielt der Film einen Metascore von 65 von 100 möglichen Punkten. Das Lexikon des internationalen Films gibt vier von fünf Sternen und lobt den Film als „souveräne[n], spannend inszenierte[n] Thriller mit Starbesetzung“.
Von der Deutschen Film- und Medienbewertung wurde Die Täuschung mit dem Prädikat Besonders wertvoll versehen. In der Begründung heißt es, Die Täuschung sei ein Film, der die volle Aufmerksamkeit des Publikums einfordert, dennoch entstehe nie der Eindruck, hier wolle die Drehbuchautorin Michelle Ashford besonders schlau sein. Stattdessen habe sie die hochkomplizierte Geschichte so klar und kompakt strukturiert, dass die Zuschauer trotz allem immer die Übersicht behalten können. So werde im Laufe des Films immer deutlicher, dass drei Faktoren für das Gelingen der Aktion elementar waren: Strategie, Instinkt und Glück, die das Fundament dieser Erzählung bildeten. Insgesamt sei der Film eine interessante Geschichtslektion und ein auf allen Ebenen stimmiger, extrem unterhaltsamer und spannender Kinofilm.

### Auszeichnungen
BAFTA Scotland Awards 2022
- Nominierung als Bester Schauspieler (Mark Bonnar)[22]

## Synchronisation
Die deutsche Synchronisation entstand nach einem Dialogbuch und der Dialogregie von Axel Malzacher im Auftrag der Interopa Film GmbH, Berlin.
| Rolle                 | Darsteller          | Synchronsprecher  |
| --------------------- | ------------------- | ----------------- |
| Ewen Montagu          | Colin Firth         | Tom Vogt          |
| Charles Cholmondeley  | Matthew Macfadyen   | Benjamin Völz     |
| Jean Leslie           | Kelly Macdonald     | Manja Doering     |
| John Godfrey          | Jason Isaacs        | Oliver Siebeck    |
| Bentley Purchase      | Paul Ritter         | Gerald Schaale    |
| Charles Fraser-Smith  | James Fleet         | Hans Bayer        |
| John Masterman        | Alex Jennings       | Bernd Vollbrecht  |
| Winston Churchill     | Simon Russell Beale | Lutz Schnell      |
| Roger Dearborn        | Lorne MacFadyen     | Florian Clyde     |
| Soldat                | Liam Edwards        | Florens Schmidt   |
| Capt. David Ainsworth | Nicholas Rowe       | Viktor Neumann    |
| Ian Fleming           | Johnny Flynn        | Tim Schwarzmaier  |
| Ivor Montagu          | Mark Gatiss         | Thomas Nero Wolff |
| Hester Leggett        | Penelope Wilton     | Isabella Grothe   |